# ブレイン・ダメージ

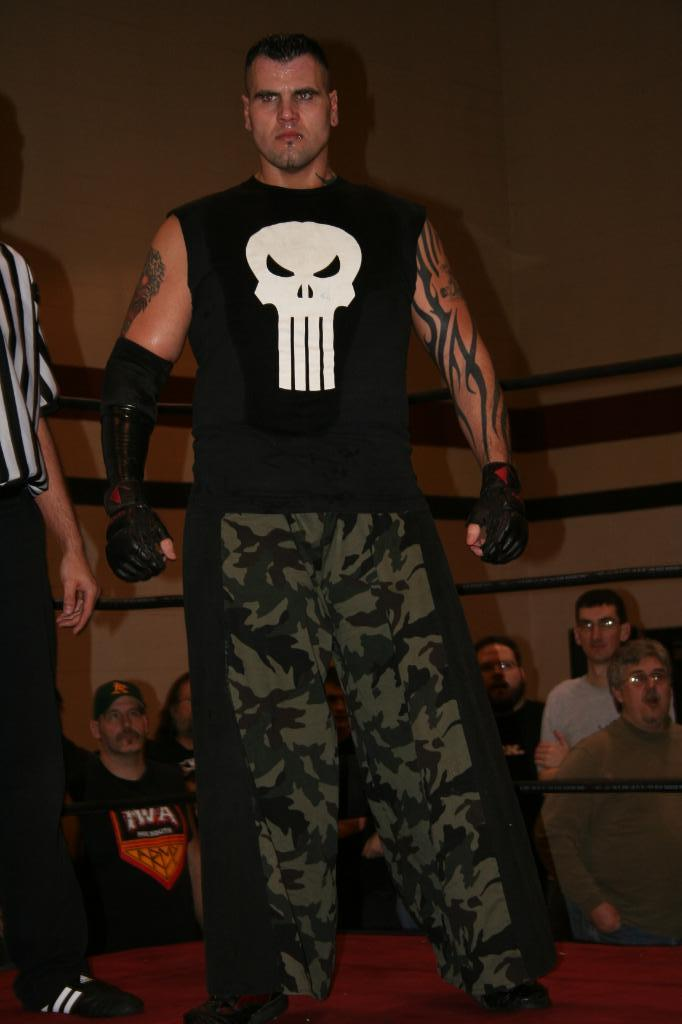
ブレイン・ダメージ 2008年

ブレイン・ダメージ（Brain Damage、1977年12月14日 - 2012年10月18日）は、アメリカ合衆国出身のハードコアレスラー。身長おおよそ193センチメートル、体重おおよそ123キログラム。本名マービン・ランバート（Marvin Lambert）。その経歴のほぼ全部を通してコンバット・ゾーン・レスリングとIWAミッドサウスを主舞台に活動してきた。

## 略歴
オハイオ州のマンズフィールドに生まれ、2000年―22歳の時にプロレスラーとしてのデビューを行った。この年にさっそくIWAミッドサウスのキング・オブ・ザ・デスマッチ選手権大会(KOTDM)に出場し、ミスター・インサニティーことトビー・クラインを撃破。
それからしばらくの空白期間を経て再びKOTDMに参加し始めた2005年にあっては、コンバット・ゾーン・レスリング(CZW)のトーナメント・オブ・デス選手権大会(TOD)への初出場をも果たした。
それからというもの2006年〜2007年と欠かさずこれらの大会に出場し、ネクロ・ブッチャー、ミッチ・ペイジ、トビー・クライン、ディレンジド、ドレイク・ヤンガー、ディスファンクション、ミッキー・ナックルズなどといった選手らを相手に歴戦。
そうしたなかで2006年にあっては、ディレンジドと組んだうえで、イアン・ロッテン∽ドレイク・ヤンガー組からIWAミッドサウスのタッグ王座を奪取。翌2007年にはドレイク・ヤンガーの保持下にあったCZWのウルトラバイオレントアンダーグラウンド王座の奪取に挑戦し、有刺鉄線やガラスを用いた一戦を行った末に、これに勝利しこの王座を獲得。
そして同年のうちに催されたTODの『ファスト・フォワード』という番外大会に参戦。ウルトラバイオレントアンダーグラウンド王座が賭けられていたこの大会にあって、ダニー・ハボック＆JCベイリー＆スコッティー・ヴォルテクズとともに行った決勝戦―200本の蛍光灯が乱舞したバトルロイヤル方式のデスマッチを制し、自身2度目のウルトラバイオレントアンダーグラウンド王座の戴冠を果たすと同時に、遂にはTODの覇者の栄杯の獲得を果たす結果となった。
この年にはIWAイーストコーストのデスマッチ選手権大会―マスターズ・オブ・ペインへの初出場をも行い、ネクロ・ブッチャーとマッドマン・ポンドを破って決勝戦にまで進出するも、やがてはコーク・ヘインに下されそのまま敗退していった。
2008年にはジョーカーとDJハイドを下してCZWアイアンマン王座を2度にわたって獲得。その翌2009年のTODはジョン・モクスリーを相手に一回戦目で敗退。同年に開かれた番外のTOD：リワインドにあっては、MASADAを相手に同じく一回戦目で敗退していった。
2012年10月18日、死去。自殺と見られている。34歳没。

## 戴冠歴
- コンバット・ゾーン・レスリング[15]

ウルトラバイオレントアンダーグラウンド王座×2
アイアンマン王座×2
- IWAミッドサウス[15]

タッグ王座×1